# The Good Wife
The Good Wife è una serie televisiva statunitense, di genere drammatico e giudiziario, trasmessa da CBS dal 2009 al 2016.
È stata trasmessa in prima visione in lingua italiana nella Svizzera italiana da RSI LA1 dal 3 marzo 2010 al 2 dicembre 2016, mentre in Italia ha esordito il 9 ottobre 2010 su Rai 2. Nel 2017 è stata seguita da uno spin-off intitolato The Good Fight.

## Trama
Quando viene coinvolto in uno scandalo sessuale e accusato di corruzione, il procuratore Peter Florrick viene incarcerato e la moglie Alicia si ritrova a dover badare alla famiglia da sola. Per riuscire a far fronte alle spese decide di tornare, dopo un decennio di assenza dalle aule di tribunale, a lavorare come avvocato, professione abbandonata in seguito al matrimonio e alla nascita dei figli. L'amico del college Will Gardner la assume nel suo studio legale "Stern, Lockhart & Gardner", dove Alicia conosce Diane Lockhart, socia alla pari di Will, Cary Agos, giovane avvocato in competizione con Alicia, e Kalinda Sharma, un'investigatrice privata di origini indiane che aveva precedentemente lavorato con Peter Florrick.

### Prima stagione
Alicia Florrick, avvocato associata in un prestigioso Studio Legale di Chicago, si unisce al suo amico di vecchia data, ex compagno di corso alla facoltà di Legge e socio titolare Will Gardner, che è interessato a riaccendere la loro precedente relazione. L'avvocato di spicco dello studio ed altra partner, Diane Lockhart, ama il lavoro di Alicia e le sue connessioni, quindi lei e Will le assegnano una posizione da Associato, dopo un periodo di prova. Alicia si oppone a Cary Agos, un giovane avvocato intelligente che prende un lavoro nell'ufficio del Procuratore dello Stato, e per questo è ora aspro e vendicativo. Alicia trova un'alleata e amica in Kalinda, la misteriosa investigatrice interna dello studio.
Guadagnando ogni giorno la sua fiducia, Alicia si trasforma dalla moglie imbarazzata del politico disprezzato in una donna di carriera, soprattutto per offrire una casa stabile per i suoi figli Zach di 14 anni e Grace di 13 anni. Ora che Peter è tornato a casa e sta progettando di correre di nuovo in ufficio con l'aiuto di Eli Gold, il suo astuto consulente d'immagine, Alicia continua a ridefinire sé stessa e il suo ruolo nella vita della sua famiglia.

### Seconda stagione
Will e Alicia che discutono su come avere una relazione senza che i media lo scoprano. Prima che il piano sia concepito, tuttavia, Eli Gold prende possesso del telefono di Alicia e cancella un messaggio vocale fondamentale. Alicia, ora con l'impressione che Will non abbia un piano, sopprime i suoi sentimenti per Will, e l'ambiente di lavoro diventa imbarazzante quando sono vicini l'uno all'altro. Alicia viene assunta come socio del secondo anno da Lockhart & Gardner, Cary Agos invece è stato assunto come sostituto procuratore e spesso si ritrovano a combattere l'un l'altro in tribunale. Peter, viene rilasciato dalla prigione e scagionato dalle accuse, inizia la sua campagna per diventare Procuratore di Stato contro l'attuale Procuratore di Stato Glenn Childs.
Un nuovo partner principale, Derrick Bond, si unisce alla Lockhart & Gardner, ora conosciuta come Lockhart/Gardner & Bond. Tuttavia, si crea una faida tra Diane e Will quando Will inizia a schierarsi con Derrick Bond. Diane chiede a Kalinda di controllare il passato tra Will e Derrick. Scopre che avevano un legame nel vecchio studio legale di Will a Baltimora. Allo stesso tempo, un nuovo investigatore, Blake Calamar, si unisce allo studio legale inserito da Derrick Bond, ed è determinato a scoprire il passato di Kalinda. Quando Will scoprirà che Bond lo ha ingannato, Will e Diane lavoreranno insieme per rimuovere Bond come partner principale, ma attenderanno fino a quando a Bond non arriverà in un "super PAC" (client d'azione politica) del valore di $ 100 milioni l'anno. Alla fine Blake scopre che Kalinda ha cambiato il suo nome da "Leela" e che Leela è andata a letto con Peter Florrick quando lavorava per lui nell'ufficio del Procuratore di Stato. Alicia scopre la vicenda nella notte in cui Peter vince le elezioni per il Procuratore di Stato. Ora separata da Peter, sviluppa sentimenti più forti per Will e inizia una relazione sessuale con lui.

### Terza stagione
Alicia è in lizza per diventare partner e ha una relazione con il suo capo Will Gardner. Le viene assegnato un ufficio al 29º piano. Il responsabile per la gestione delle crisi di Peter Florrick, Eli Gold, si unisce allo studio Lockhart/Gardner per prepararsi alla campagna elettorale di Peter come Governatore dell'Illinois, mentre Alicia funge da ponte tra Lockhart e Gardner e la sua campagna. Peter, ora come Procuratore di Stato, combatte contro Lockhart & Gardner in molti casi, mentre lo studio inizia a ottenere un problema di liquidità a breve termine. Diane e Will cercheranno di acquisire un dipartimento fallimentare da uno studio legale concorrente che sta chiudendo a causa della doppia recessione, e notano che un dipartimento di bancarotta è l'unica area che sopravviverà. Quando Diane cerca di fare pressioni per diventare il procuratore di Stato, inizia a sospettare una relazione tra Will e Alicia.
La storia, tuttavia, termina a metà stagione dopo che Alicia si rende conto di aver messo i suoi bisogni prima di quelli dei suoi figli. La seconda parte della stagione si concentrà sull'incriminazione di Will Gardner per un crimine commesso nel suo vecchio studio legale. Alla fine verrà sospeso per sei mesi. Peter decide di candidarsi al Governatorato dell'Illinois e il passato di Kalinda torna quando viene rivelato che ha un marito che la sta cercando.

### Quarta stagione
Lockhart & Gardner si sforzano per uscire dalla bancarotta, dopo che gli avvocati rivali Louis Canning e Patti Nyholm si sono uniti per eliminarli. Un fiduciario, Clarke Hayden, è incaricato di sorvegliare lo studio, ma Will e Diane non sono felici quando inizierà a intralciare la loro strada. Cercando di guadagnare denaro, lo studio offre una partnership ad alcuni soci, per il bisogno di liquidità per salvarsi dalla bancarotta. Quando il debito viene liquidato, solo Alicia diventa partner e le altre offerte vengono ritardate. Sentendosi arrabbiato, Cary si allea con altri avvocati del quarto anno per aprire un nuovo studio.
Nel frattempo, Peter Florrick corre come Governatore. Eli conduce la sua campagna, anche se le cose si complicano quando scopre di essere indagato. Alicia fa amicizia con Maddie Hayward, che sponsorizza la campagna di suo marito, ma alla fine si scopre che sta correndo contro di lui e Mike Kresteva. In un complotto il passato di Kalinda arriva a perseguitarla, e arriva a Chicago suo marito Nick. Lo studio Lockhart&Gardner assume un nuovo investigatore per aiutare Kalinda, Robyn Burdine. Alicia è tornata con Peter, ma ha difficoltà a sopprimere i suoi sentimenti per Will. La stagione termina con Peter Florrick che vince la corsa come Governatore dell'Illinois e Alicia che decide di lasciare Lockhart&Gardner e unirsi a Cary Agos per formare un nuovo studio.

### Quinta stagione
Alicia si unisce a Cary per l'apertura di un nuovo studio. Prendono alcuni dei clienti di Lockhart/Gardner (ora noti come LG), ma hanno bisogno di sopravvivere alla feroce reazione dei loro ex-datori di lavoro. Dopo aver vinto le elezioni, Peter è ora governatore. Eli è il suo capo dello staff e ha qualche problema con Marylin Garbanza, direttore della Commissione etica del Governatore. Nel frattempo, un'indagine di una truffa elettorale, con voti falsi per Peter, potrebbe rovinare la sua carriera. Alla fine dell'episodio 15, Will Gardner viene fatalmente colpito da un suo cliente durante una sparatoria in un'aula di tribunale. Questo ha un effetto tremendo su molti personaggi, in particolare Alicia, Diane e Kalinda, che hanno riconsiderato il corso delle loro rispettive carriere dopo la sua morte.
Finn Polmar, coinvolto anche lui nella sparatoria, fa amicizia con Alicia. Alicia decide di separarsi da Peter, ma rimarrà sposata agli occhi del pubblico, in quanto le loro carriere beneficiano di questo rapporto. Louis Canning si unisce a Lockhart&Gardner come partner e lo studio mantiene il nome di Will sulla carta intestata, rendendo l'azienda "Lockhart/Gardner and Canning". Canning e David Lee complottano per estromettere Diane dallo studio. Alla fine della quinta stagione, Diane decide di unirsi a Florrick Agos con i suoi clienti. Zach va al college e Eli chiede ad Alicia se vorrebbe candidarsi come Procuratore di Stato.

### Sesta stagione
Cary viene arrestato con l'accusa di aver contribuito al traffico di eroina per 1,3 milioni di dollari. Diane pone come condizione per entrare nello studio Florrick/Agos di ottenere un uguale voto con Alicia e Cary. David Lee e Louis Canning si insospettiscono nei confronti di Diane quando dichiara la sua intenzione di andare in pensione. Contro i desideri di Alicia, Eli conduce sondaggi su una potenziale campagna per l'ufficio del Procuratore di Stato per Alicia e scopre che lei ha ottime possibilità di vincere. Con Cary in prigione, Diane si unisce a Florrick/Agos per formare Florrick/Agos&Lockhart. Cary viene rilasciato su cauzione, ma quando si reca in una riunione del college, nel tragitto esce dai confini dello Stato per 500 metri e i termini della sua cauzione vengono rivisti. In un'intercettazione dell'FBI, viene rivelato che Lemond Bishop aveva intenzione di assassinare Cary perché sospettava che potesse tradirlo. Bishop spinge Kalinda a spiare la sua amante Lana Delany. Diane trova un vuoto nel contratto di costruzione di Lockhart Gardner e Canning e in una presa di controllo ostile, permette a Florrick/Agos&Lockhart di trasferire gli uffici. Durante il processo Cary patteggia quattro anni, ma seguito il caso viene archiviato, in parte perché Kalinda ha falsificato le prove.
Alicia Florrick vince le elezioni per l'ufficio del Procuratore di Stato. Lo studio legale viene attaccato dagli hacker e cinque anni di e-mail vengono messe online come rappresaglia per la loro partecipazione a un caso di pirateria. Alicia viene intervistata dalla giornalista Petra Moritz, in una intervista post elettorale, e la giornalista tenta senza successo di sfruttare il passato di Alicia con Will tramite le e-mail violate. Quando Alicia e Peter lavorano insieme per contrastare la cattiva stampa, Petra sostiene che Alicia abbia commesso frodi elettorali manipolando le macchine per il voto. Andrew Wiley indaga sulla violazione Brady dell'avvocato dello Stato contro Cary e scopre le false prove di Kalinda. Alicia è costretta dal Partito Democratico a rassegnare le dimissioni da Procuratore di Stato, al fine di nascondere il fatto che le macchine elettorali sono state effettivamente truccate per un candidato democratico più importante al fine di proteggere la maggioranza del partito al Senato dello Stato. Consapevole del fatto che le prove presentate nella difesa di Cary erano fraudolente, Geneva Pine fa pressioni su Kalinda e Cary per ottenere prove contro Bishop. Kalinda copia con successo le informazioni dal computer di Bishop su una chiavetta USB e tenta di incastrare un membro di alto rango del gruppo di Bishop. Bishop viene arrestato, ma i suoi associati comprendono che Kalinda ne è responsabile. In pericolo, saluta Cary e Diane e lascia un biglietto per Alicia. Cercando di trovarla, Cary va nell'appartamento di Kalinda e scopre che è stato completamente svuotato e saccheggiato: Kalinda è scappata.

### Settima stagione
Alicia si oppone al lavoro con Louis Canning e decide di lasciare Peter candidarsi come vice-presidente (nelle primarie di Hillary Clinton). Eli assume Ruth Eastman, tuttavia diventa l'addetta alla campagna di Peter lasciando Eli fuori. Alicia, prendendo da sola i casi, assume l'investigatore privato Jason Crouse in assenza di Kalinda. Alicia trova un nuovo alleato in un'avvocata d'ufficio, Lucca Quinn, e le due diventano amiche, condividendo casi. Nell'ultima parte della serie, Peter viene indagato per un'altra accusa di corruzione che riguarda un processo per omicidio durante il suo secondo mandato come Procuratore di Stato dall'assistente procuratore federale degli Stati Uniti Connor Fox.
Peter assume l'ex marito di Elsbeth Tascioni, Mike, dopo che ella non è in grado di sostenere il caso, implicando indirettamente un conflitto di interessi. Alicia organizza una festa per celebrare il matrimonio di Jackie Florrick con Howard Lyman, nel quale Mike chiama per dire a Eli e Peter che deve lasciare il caso, e Diane successivamente rappresenta Peter nel suo processo. Alicia chiede a Peter il divorzio e lui accetta, purché possa aspettare fino alla fine del processo. Alicia scopre un modo per dimostrare l'innocenza di Peter, coinvolgendo il marito di Diane, Kurt McVeigh, per screditarlo dopo che ha commesso un errore nel caso analizzando i proiettili usati nell'omicidio. Dopo una lite con Diane, Alicia convince Lucca a esaminarlo sul palco, alludendo anche alle indiscrezioni e all'infedeltà di Kurt che lasciano Diane umiliata. Eli inizia a spostare i donatori politici lontano da Peter, notando che è stata sempre Alicia ad avere un reale potenziale politico, anche dopo il fallimento della posizione di Procuratore di Stato.
A Peter viene offerto un anno con la condizionale, senza finire in carcere, ma con l'obbligo di dimettersi dall'incarico di Governatore. Alla sua conferenza stampa, Alicia pensa di vedere Jason che l'aspetta in un corridoio e, non appena la conferenza stampa termina, se ne va immediatamente lasciando Peter dietro. Dopo aver scoperto che non c'era Jason ad aspettarla, Diane si avvicina ad Alicia prima di schiaffeggiarla e andarsene. Alicia, rendendosi conto delle sue azioni, resta sola nel corridoio prima di sistemarsi e asciugarsi le lacrime per dare il via a un futuro di ambiguità con la sua carriera e la sua relazione con Jason. Non era ancora stata informata dei progetti politici sul suo futuro.

## Episodi
Peculiarità dei titoli originali degli episodi è quella che il numero delle parole contenute nel titolo corrisponde al numero della stagione. Gli episodi della prima stagione quindi hanno tutti un titolo di una sola parola, quelli della seconda stagione di due parole, quelli della terza di tre e quelli della quarta di quattro. Visto che i titoli della quinta sono tutti composti da tre parole, si pensava che questa pratica fosse stata interrotta, invece i creatori Robert King e Michelle King hanno dichiarato che, con la loro idea, ascolti permettendo, di concludere la serie con la settima stagione, ci sarebbe stata una simmetria tra numero di parole del titolo e numero di stagione: 1-2-3-4-3-2-1. Ecco perché l titoli della quinta stagione sono composti da tre parole e quelli della sesta sono composti da due. Di conseguenza, quelli della settima stagione sono composti da una sola parola. Nella versione in lingua italiana questa peculiarità non è mai stata adottata.
L'11 maggio 2015 la CBS lo ha rinnovato per una settima stagione, comunicando in seguito che sarebbe stata l'ultima.
| Stagione         | Episodi | Prima TV USA | Prima TV Svizzera |
| ---------------- | ------- | ------------ | ----------------- |
| Prima stagione   | 23      | 2009-2010    | 2010-2011         |
| Seconda stagione | 23      | 2010-2011    | 2011-2012         |
| Terza stagione   | 22      | 2011-2012    | 2012              |
| Quarta stagione  | 22      | 2012-2013    | 2013              |
| Quinta stagione  | 22      | 2013-2014    | 2014-2015         |
| Sesta stagione   | 22      | 2014-2015    | 2015-2016         |
| Settima stagione | 22      | 2015-2016    | 2016              |

## Personaggi e interpreti

### Personaggi principali
- Alicia Florrick (stagioni 1-7), interpretata da Julianna Margulies, doppiata da Roberta Pellini.
È la protagonista della serie. Si ritrova coinvolta nella scandalo provocato dal marito, che confessa di averla tradita con delle prostitute. Nonostante l'umiliazione, la donna decide di non divorziare e di continuare a badare alla famiglia, tornando a lavorare come avvocato.
- Will Gardner (stagioni 1-5, guest 6-7), interpretato da Josh Charles, doppiato da Francesco Bulckaen.
È, insieme a Stern e Diane Lockhart, uno dei soci alla pari dello studio legale. Essendo amico di Alicia dai tempi del college, la assume come avvocato in seguito allo scandalo Florrick.
- Diane Lockhart (stagioni 1-7), interpretata da Christine Baranski, doppiata da Pinella Dragani.
È la socia di Will e, insieme a lui, il capo di Alicia e Cary Agos.
- Cary Agos (stagioni 1-7), interpretato da Matt Czuchry, doppiato da Andrea Mete.
È un giovane avvocato, in competizione con Alicia per diventare nuovo associato dello studio legale. Entrambi sono infatti in prova, fino a quando, alla fine della prima stagione, Cary viene licenziato e inizia a lavorare nel team del procuratore distrettuale, Childs.
- Kalinda Sharma (stagioni 1-6), interpretata da Archie Panjabi, doppiata da Barbara De Bortoli.
È un'investigatrice legale per conto della "Stern, Lockhart & Gardner" che prima dello scandalo lavorava per il marito di Alicia. È bisessuale.
- Zachary "Zach" Florrick (stagioni 1-7), interpretato da Graham Phillips, doppiato da Manuel Meli.
È il figlio quattordicenne di Alicia e Peter Florrick.
- Grace Florrick (stagioni 1-7), interpretata da Makenzie Vega, doppiata da Veronica Puccio.
È la sorella più piccola di Zach. A differenza del fratello, rimane turbata dal tradimento del padre.
- Peter Florrick (stagioni 1-7), interpretato da Chris Noth, doppiato da Gino La Monica.
È il marito di Alicia ed ex procuratore di Stato. È stato incarcerato per corruzione.
- Eli Gold (stagioni 2-7, ricorrente 1), interpretato da Alan Cumming, doppiato da Danilo De Girolamo e da Sergio Lucchetti.
È uno stretto collaboratore di Peter Florrick. Determinato e furbo, riesce a riportare in alto la figura di Peter dopo che l'uomo è stato travolto dallo scandalo sessuale ed è finito in prigione.
- David Lee (stagioni 5-7,[5] ricorrente 1-4), interpretato da Zach Grenier, doppiato da Nino Prester.
È un avvocato divorzista, a capo del diritto di famiglia, e un partner dello studio Lockhart/Gardner.
- Finley "Finn" Polmar (stagioni 5-6[6][7]), interpretato da Matthew Goode, doppiato da Gianfranco Miranda.
È responsabile per l'accusa contro Jeffrey Grant. Durante una sparatoria in aula, Finn viene ferito, ma sopravvive.
- Lucca Quinn (stagione 7), interpretata da Cush Jumbo.
È un nuovo avvocato assunto da Alicia.
- Jason Crouse (stagione 7), interpretato da Jeffrey Dean Morgan.
È un nuovo investigatore che collabora con Alicia.

### Personaggi secondari
- Jacqueline "Jackie" Florrick (stagioni 1-7), interpretata da Mary Beth Peil, doppiata da Melina Martello.
È la madre di Peter. Jackie è costantemente portata a difendere suo figlio e cerca di farlo riavvicinare alla moglie Alicia e ai figli. Legata ai valori familiari, è spesso criticata dalla nuora per le sue continue intromissioni nelle loro vite.
- Robyn Burdine (stagioni 4-6), interpretata da Jess Weixler.
È un investigatore privato. In un primo momento affianca Kalinda allo studio Lockhart & Gardner, poi segue Alicia e Cary quando questi decidono di aprire un loro studio.
- Marissa Gold (stagioni 2-7), interpretata da Sarah Steele, doppiata da Roberta De Roberto.
Figlia di Eli, sarà prima l'assistente del padre e poi quella personale di Alicia.